# Madame Gu
M/Y Madame Gu är en superyacht tillverkad av Feadship i Nederländerna. Hon levererades 2013 till sin ägare Andrej Skotj, en rysk oligark. Superyachten designades exteriört av De Voogt Naval Architects medan Andrew Winch Design designade interiören. Madame Gu är 99 meter lång och har en kapacitet på 12 passagerare fördelat på sex hytter. Den har en besättning på 36 besättningsmän och en helikopter.
Den rapporteras att ha kostat $150 miljoner att bygga.

## Galleri

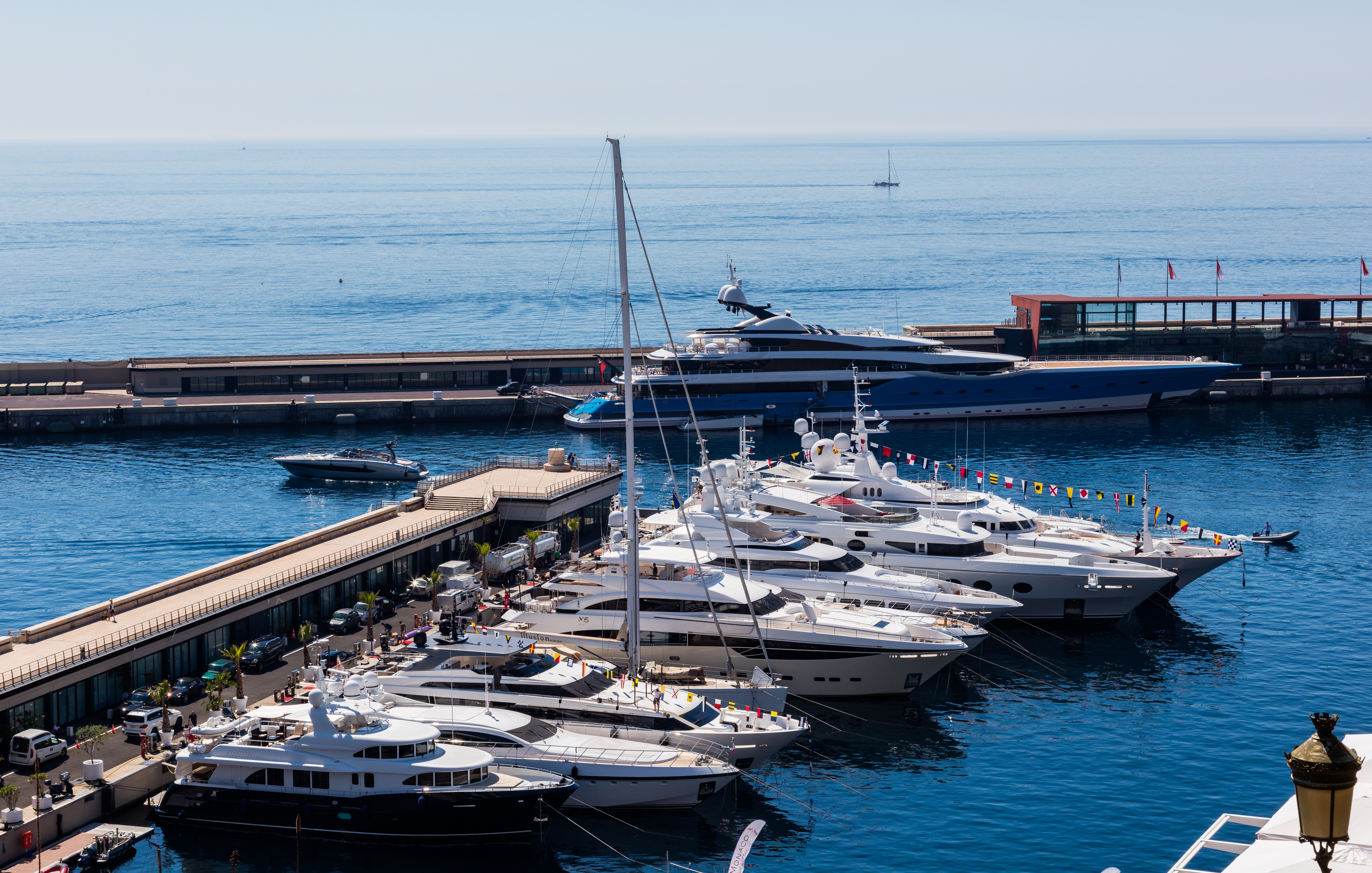
Madame Gu (bakgrunden) i Monaco, 2016.